# Красний Луч (Октябрський район)
Красний Луч — хутір в Октябрському районі Ростовської області Росія.
Адміністративний центр Краснолуцького сільського поселення.
Населення — 635 осіб (2010 рік).

## Географія
Хутір розташований на річці Кадамовка на південний схід від міста Шахти.
На лівому березі річки, де розташована основна частина хутору у річку впливають балки Малий й Великий Музган; на правому березі - балки Рубіжна й Бирюча.

### Вулиці
| - вул. Артема, - вул. Східна, - вул. Герцена, - вул. Зарічна, - вул. Індустріальна, - вул. Комсомольська, - вул. Меліховська, | - вул. Миру, - вул. Молодіжна, - вул. Нова, - вул. Степова, - вул. Центральна, - вул. Шкільна. |